# Watsons Bay, New South Wales

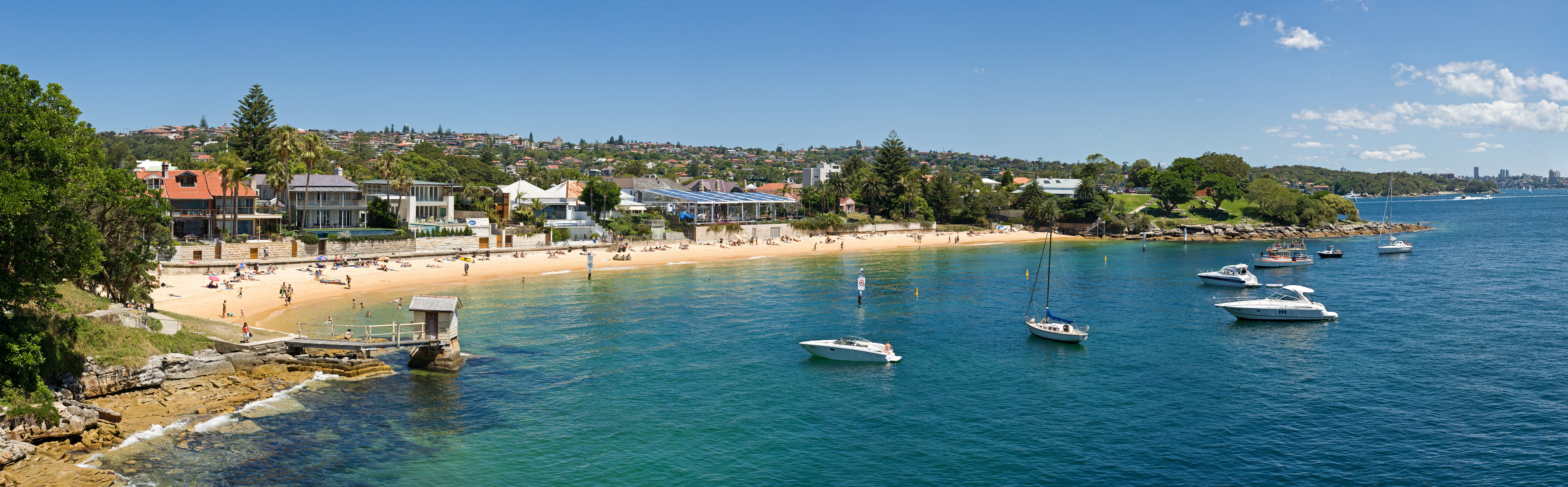

Watson Bay este o suburbie în Sydney, Australia.